# Malí z Tulechova
Malí z Tulechova, někdy též jako Mally z Tulechova byli český šlechtický (vladycký) rod.

## Historie
Prvním členem tohoto rodu povýšeným do vladyckého stavu byl Jiří Malý, jemuž byl dne 16. června 1506 králem Vladislavem Jagellonským udělen erb s přídomkem z Tulechova. Jeho syn se jmenoval Benjamin. Ten pravděpodobně do svého erbu přijal také své tři příbuzné, zřejmě synovce Petra a Jakuba Codicilly a Matouše Gregorína.

## Osobnosti rodu

### Petr Codicill z Tulechova
Nejvýznamnějším členem rodu byl zřejmě Petr Codicillus z Tulechova. Ten se narodil 24. února 1533 v Sedlčanech jako syn Jana Bradáče Codexe, přistřihače, konšela a rychtáře a jeho manželky Lidmily, dcery sedlčanského pekaře a rychtáře Řehoře. Petr měl bratry Jana, mlynáře, který zůstal v poddanství a Jakuba, fyzika a lékaře, děkana lékařské fakulty z let 1555-1556.
Petr byl humanista, básník, teolog, matematik, astronom, děkan a rektor Univerzity Karlovy (1572-1573 a 1582-1588). Podílel se na České konfesi. Zemřel v roce 1589 bez potomků. Svůj majetek odkázal dětem svého bratrance Matouše Gregorína z Tulechova.

### Matouš Gregorín z Tulechova
Matouš Gregorín z Tulechova byl synem sedlčanského pekaře Jana Říhy Pacovského a jeho ženy Markéty, dcery sedlčanského pekaře a rychtáře Řehoře (proto Gregorín). Řehoř se oženil s příbuznou Benjamína z Tulechova, který pak své synovce přijal do erbu.
Matouš měl syna a dceru. Syn Jan z Tulechova vlastnil dva domy na Starém Městě pražském - v Celetné ulici a v Týnské čtvrti a vinice mezi Motolem a Košířemi. V roce 1619 se stal doktorem práv a v roce 1622 po konverzi ke katolictví byl jmenován císařským rychtářem Kutné Hory a získal majetky v Čáslavi. Zemřel bezdětný.
Matoušova dcera Anna se provdala v Domažlicích a z jejího manželství se narodili synové Karel a Jan Adalbert. Karel z Tulechova se stal duchovní, pro duševní nemoc však byl z Prahy odeslala na arcibiskupské sídlo do Louňovic, nakonec však zemřel v pražském klášteře milosrdných bratří u Šimona a Judy ve věku 77 let, z nichž 40 byl na rozumu snížen.

### Jan Vojtěch Malý z Tulechova
Jan Vojtěch (Adalbert) Malý (Domažlický) z Tulechova se narodil mezi lety 1610 a 1623, v erbovní měšťanské rodině z Domažlic. Jeho postava se objevuje v knize rodinných vzpomínek Josefa Malého. V roce 1648 se aktivně účastnil obrany Prahy proti Švédům. Později vstoupil do královských služeb a od roku 1652 byl zaměstnán jako registrátor Desk zemských. 7. února 1658 byl císařem Leopoldem I. povýšen do českého vladyckého stavu a potvrdil jeho přijetí k predikátu Petra Codicilla z Tulechova.
V roce 1660 se oženil s Žofií Barborou, dcerou Jiřího Albrechta Zbudovského z Rovné Hory (Ebenbergu). Jako věno vyženil dům v blízkosti kostela sv. Michala na Novém Městě. Rok na to povýšil na staršího registrátora.

### František Leopold a jeho synové
Jan Vojtěch měl pět synů, z nichž jen dva se dožili dospělosti. Václav Jiří padl ve věku dvaceti let v Sedmihradsku. Druhý syn, František Leopold, zplodil čtrnáct dětí se svou ženou Kateřinou Myslíkovou z Wittenštejna. Byl jedním ze dvou až čtyř zeměměřičů u zemských desk a dosáhl značného majetku, vlastnil dům Na Skřemenci (dnes pivovar U Fleků), vinopalny a domu v Pštrossově ulici, domu ve Štěpánské ulici, vinice Mičánka a vinice Řebříčka. Kromě toho měl významnou sbírku knih, obrazů a teplomilných rostlin. Po jeho smrti však vyšly najevo značné dluhy.
Potomek Jana Vojtěcha Malého z Tulechova, Ignác, narozený kolem roku 1713, vystudoval arcibiskupský seminář a poté od roku 1733 působil jako kaplan ve Staré Boleslavi a později byl farářem v Petrovicích u Prahy.
Jeho synové se proto museli spokojit s duchovní kariérou. František Eusebius se dal k augustiniánům v Třeboni, kde sepsal disertaci Rosa Trebonaea. Další syn Antonín Emanuel odkázal veškerý svůj majetek své sestře Anně Kateřině, provdané Schönpflugové.
Kateřina Rozálie, mladší sestra Anny Kateřina, se provdala za značně staršího slavného barokního architekta Františka Maxmiliána Kaňku. Jejich syn Jan Nepomuk byl významný právník, jejich vnuk Jan Nepomuk mladší hudebník, zakladatel české advokacie a rektor Karlo-Ferdinandovy univerzity.

## Erb
Erb rodu Malých z Tulechova představuje polovina jelena přirozené barvy s červeným parožím v modrém štítě. Na štítě je korunovaná turnajová přilba s modro-zlatými přikryvadly. V klenotu je týž jelen, někdy zobrazen s roztaženými křídly, dělenými modro-zlatě a zlato-modře.